# Корінний Микола Миколайович
Микола Миколайович Корінний (5 квітня 1946, село Каленна, Сквирський район, Київська область) — український історик, фахівець з історії України середніх віків, кандидат історичних наук.

## Життєпис
Випускник історичного факультету Київського державного університету ім. Тараса Шевченка. Після закінчення навчання працював у бюро пропаганди Республіканського правління Українського товариства охорони пам'яток історії і культури — спочатку старшим методистом (1973–74), потім ученим секретарем (1974–77). У 1977 році вступив до аспірантури. Після її закінчення у 1980 році почав працювати в Інституті історії АН УРСР на посаді молодшого наукового співробітника відділу історії феодалізму, з 1982 до 1986 — молодший науковий співробітник сектора історії Київської Русі.
У 1985 році захистив кандидатську дисертацію на тему «Переяславська земля в Х — першій половині XIII ст.» під науковим керівництвом доктора історичних наук Григорія Сергієнка.
З 1986 до 1992 року завідував редакцією історичної літератури видавництва «Наукова думка» АН УРСР.

## Педагогічна діяльність
Викладав в Університеті економіки та права «КРОК». Доцент кафедри теорії та історії держави і права Університету державної фіскальної служби України.

## Основні праці
- М. М. Корінний, В. Ф. Шевченко. Короткий енциклопедичний словник з культури. — Київ : Україна, 2012. — 383 с. — ISBN 978-966-524-406-6.
- Переяславская земля Х — первая половина XIII века. — К., 1992.
- Принятие христианства правящей верхушкой Киевской Руси. — К., 1988.
- Бесценные сокровища народа. — К., 1983 (у співавторстві).
- Пам'ятки історії та культури Київської Русі. — К., 1982.

## Нагороди
- Премія НАН України імені М. І. Костомарова (1993) за монографію «Переяславська земля. Х — перша половина XIII століття»[3].